# ماریو کلی
ماریو کُلی (ایتالیایی: Mario Colli؛ ‏ ۷ ژوئیهٔ ۱۹۱۵ – ۲۹ نوامبر ۱۹۸۹) بازیگر، صداپیشه و مدیر دوبلاژ اهل ایتالیا بود.
از فیلم‌هایی که وی در آن نقش داشته‌است، می‌توان به درمانگاه عشق، دوشیزه‌ای در خانواده، مستأجر طبقه بالا، خدمتکار، جنگ بزرگ، فیلیپه دربلی و مغول‌ها اشاره کرد.